# Togwotee Pass
Der Togwotee Pass ist ein 2944 m hoher Gebirgspass in den Absaroka Mountains in den Vereinigten Staaten von Amerika. Er befindet sich zwischen den Städten Dubois und Moran im Tal Jackson Hole. Der Pass wird von den U.S. Highways 26 und 287 überquert, die sich 120 Kilometer südöstlich des Passes in der Nähe von Crowheart vereinen, bis 40 Kilometer westlich des Passes gemeinsam verlaufen und bei Moran verzweigen. Der Pass ist Teil der Kontinentalen Wasserscheide und bildet zudem die Grenze zwischen der Absaroka Range im Norden und der Wind River Range im Süden. Die Passstraße durchquert diese Gebirgsgruppen zwischen Breccia Peak (3356 m) und Buffalo Fork Peak (3426 m) im Norden und Two Oceans Mountain (3269 m) im Südwesten.
Der Pass bietet direkten Zugang zum Grand-Teton-Nationalpark vom Osten Wyomings. Von den westlichen Hängen des Passes hat man eine weite Aussicht auf die Teton Range.
Der Pass befindet sich im Bridger-Teton National Forest nahe der Grenze zum Shoshone National Forest. Im Winter ist er von starken Schneefällen betroffen und daher ein beliebtes Ausflugsziel für Motorschlitten und Skilangläufer. Der Pass wird vom Continental Divide Snowmobile Trail gekreuzt und kann häufig Schneehöhen von über 760 cm pro Winter erreichen. Die Rekordhöhe lag bisher bei über 15 m. Bei auftretenden Blizzards kann es zu einer mehrtägigen Sperrung der Straße kommen.
Der Pass wurde nach Chief Togwotee benannt, der 1873 eine Forschungsexpedition der US-Regierung über diesen Pass führte. Chief Togwotee war ein Unterhäuptling des Sheepeater-Stammes, der zu dem Stamm der Shoshone gehörte. 
Eine Skipiste im Jackson Hole Ski Resort wird ebenfalls als Togwotee Pass bezeichnet.